# Landkreis Solingen
Der Landkreis Solingen war von 1816 bis 1929 ein Landkreis im Regierungsbezirk Düsseldorf in der zu Preußen gehörenden Rheinprovinz. Bis zur 1896 erfolgten Auskreisung Solingens, das noch bis 1914 Sitz der Kreisverwaltung war, trug die Verwaltungseinheit den Namen Kreis Solingen. Das Kreisgebiet umfasste im Wesentlichen das Gebiet der heutigen Städte Burscheid, Langenfeld (Rheinland), Leichlingen, Leverkusen, Monheim am Rhein und Solingen.

## Geschichte
Das Herzogtum Berg wurde 1806 an Frankreich abgetreten und Napoleon Bonaparte bildete daraus das Großherzogtum Berg unter dessen Schwager Joachim Murat. Bald nach der Völkerschlacht bei Leipzig löste sich das Großherzogtum auf. Die meisten Landesteile fielen durch den Wiener Kongress Preußen zu. Es bildete mit den anderen Teilen der preußischen Besitzungen auf dem linken und rechten Rheinufer die Provinz Jülich-Kleve-Berg mit dem Verwaltungssitz Köln, die am 22. Juni 1822 mit der ebenfalls 1815 gebildeten Provinz Großherzogtum Niederrhein mit Verwaltungssitz in Koblenz zur Rheinprovinz vereinigt wurde.
Im Rahmen dieser verwaltungstechnischen Neuordnung wurde auch der Kreis Solingen gegründet. Er setzte sich anfänglich aus den acht in der Franzosenzeit gegründeten Bürgermeistereien Burg, Cronenberg, Dorp, Gräfrath, Höhscheid, Merscheid, Solingen und Wald zusammen.
Am 30. Oktober 1819 vergrößerte man das Kreisgebiet erheblich, da der ebenfalls 1816 gegründete Kreis Opladen aufgelöst wurde und dessen Bürgermeistereien Burscheid, Leichlingen, Monheim, Opladen, Richrath und Schlebusch zum Kreis Solingen hinzukamen. Gleichzeitig wurden die Bürgermeisterei Burg an den Kreis Lennep und die Bürgermeisterei Cronenberg an den Kreis Elberfeld abgegeben.
Durch die Gemeindeordnung für die Rheinprovinz erhielten 1845 alle Orte, die einen eigenen Haushalt führten, den Status einer Gemeinde. Nach dem Inkrafttreten der Rheinischen Städteordnung von 1856 für die Städte des Kreises war der Kreis seit 1858 wie folgt gegliedert:
| Städte mit der Rheinischen Städteordnung                                                                   | Städte mit der Rheinischen Städteordnung |
| --- | ---------------------------------------- |
| Burscheid, Dorp, Gräfrath, Hitdorf, Höhscheid, Leichlingen, Merscheid, Neukirchen, Opladen, Solingen, Wald |                                          |
| Bürgermeisterei                                                                                            | Landgemeinden                            |
| Monheim | Baumberg, Monheim, Rheindorf             |
| Opladen-Land                                                                                               | Bürrig, Wiesdorf                         |
| Richrath                                                                                                   | Richrath, Reusrath                       |
| Schlebusch                                                                                                 | Lützenkirchen, Schlebusch, Steinbüchel   |
| Witzhelden                                                                                                 | Witzhelden                               |

In der Folgezeit fanden folgende Veränderungen der Verwaltungsstruktur statt:
- Dorp wurde am 1. Januar 1889 nach Solingen eingemeindet.
- Die Bürgermeisterei Opladen-Land wurde 1889 in Bürgermeisterei Küppersteg umbenannt.[6]
- Merscheid wurde am 31. August 1891 in Ohligs umbenannt.
- Solingen wurde am 1. April 1896 als neuer Stadtkreis aus dem Kreis ausgegliedert, der seitdem die Bezeichnung Landkreis Solingen trug.
- Rheindorf wurde 1897 zu einer Bürgermeisterei erhoben, die in Personalunion mit der Stadt Hitdorf verwaltet wurde.[7]
- Neukirchen wurde 1904 in Bergisch Neukirchen umbenannt.
- Richrath und Reusrath wurden am 1. April 1910 zur Gemeinde Richrath-Reusrath zusammengeschlossen.
- Der Kreissitz wurde 1914 unter Landrat Adolf Lucas von Solingen nach Opladen verlegt.
- Bürrig wurde am 1. April 1920 in die Gemeinde Wiesdorf eingemeindet, die 1921 die Rheinische Städteordnung erhielt.

Der Landkreis Solingen war danach wie folgt gegliedert:
| Städte mit der Rheinischen Städteordnung                                                                   | Städte mit der Rheinischen Städteordnung |
| --- | ---------------------------------------- |
| Burscheid, Gräfrath, Hitdorf, Höhscheid, Leichlingen, Bergisch Neukirchen, Ohligs, Opladen, Wald, Wiesdorf |                                          |
| Bürgermeisterei1)                                                                                          | Landgemeinden                            |
| Monheim | Baumberg, Monheim                        |
| Rheindorf                                                                                                  | Rheindorf                                |
| Richrath                                                                                                   | Richrath-Reusrath                        |
| Schlebusch                                                                                                 | Lützenkirchen, Schlebusch, Steinbüchel   |
| Witzhelden                                                                                                 | Witzhelden                               |

1) ab 1928 „Amt“
Mit dem Gesetz über die kommunale Neugliederung des rheinisch-westfälischen Industriegebietes vom 1. August 1929 wurde der Landkreis Solingen aufgelöst. Die Städte Gräfrath, Höhscheid, Ohligs und Wald wurden nach Solingen eingemeindet. Die übrigen Städte und Gemeinden wurden zusammen mit denen des ebenfalls aufgelösten Kreises Lennep dem neugebildeten Kreis Solingen-Lennep zugeordnet, der 1931 in Rhein-Wupper-Kreis umbenannt wurde.

## Einwohnerentwicklung
| Jahr   | Einwohner |
| ------ | --------- |
| 1819   | 44.512    |
| 1825   | 47.502    |
| 1835   | 55.244    |
| 1871   | 92.484    |
| 1880   | 107.365   |
| 1900 1 | 112.539   |
| 1910 1 | 154.753   |
| 1925 1 | 180.814   |

## Politik und Verwaltung

### Landräte
- 1816:–9999 Carl Theodor von Seyssel d’Aix (auftragsweise)
- 1816–1818: Wilhelm von Voss
- 1818–1819: Georg Bärsch (kommissarisch)
- 1819–1836: Georg Franz von Hauer
- 1836–1850: Julius von dem Bussche-Ippenburg, genannt v. Kessell
- 1850:–9999 Gottlieb Kyllmann (interimistisch)
- 1850–1851: Anton Kessler
- 1851–1886: Karl Friedrich Melbeck
- 1886–1894: Carl Möllenhoff
- 1894–1900: Fritz Dönhoff
- 1900–1927: Adolf Lucas
- 1927–1929: Peter Trimborn

### Kreisverwaltung

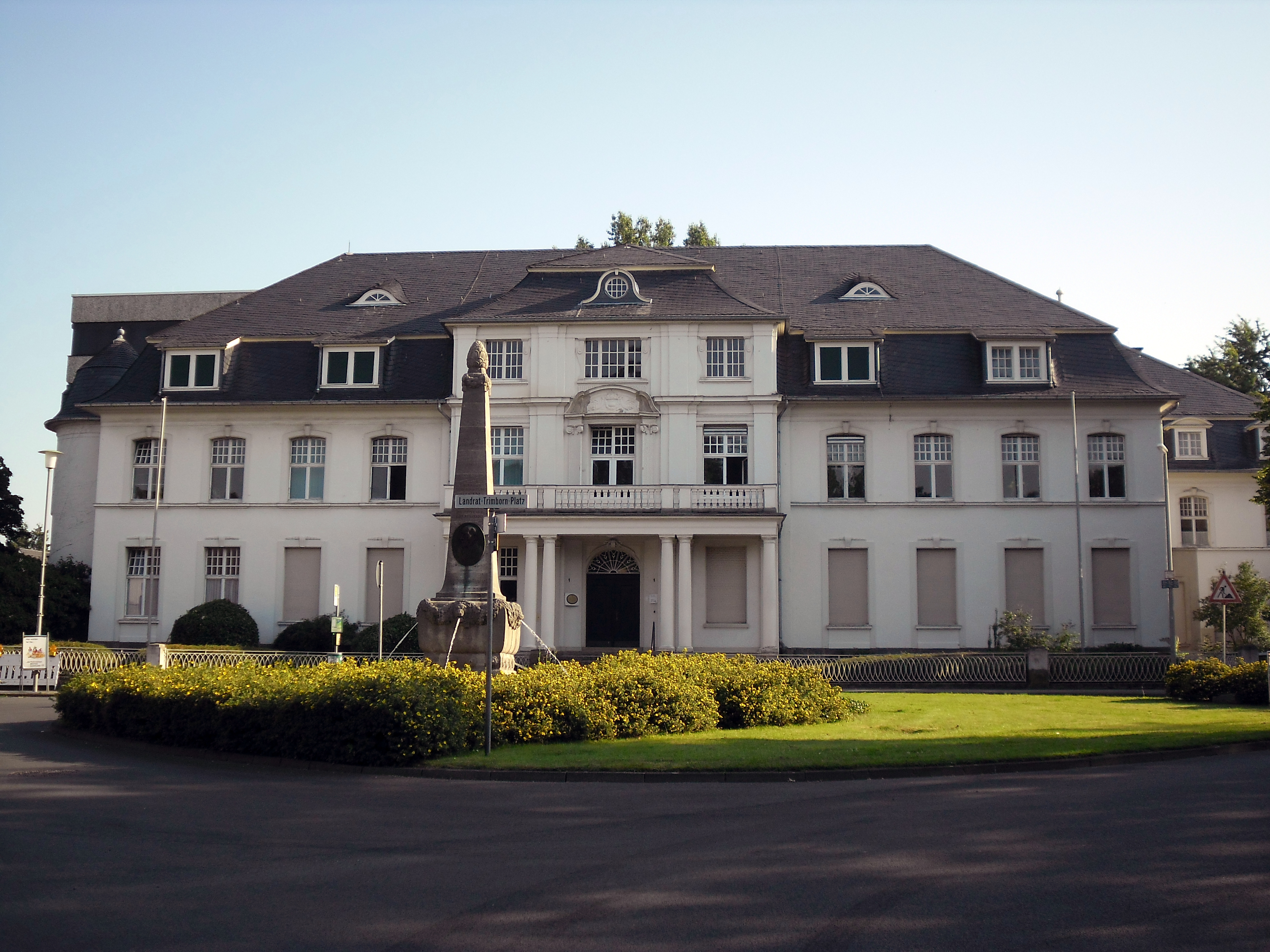
Das ab 1914 genutzte, letzte Landratsamt des Kreises in Opladen

Die Verwaltung des Kreises Solingen übernahm der Landrat mit einem im Laufe der Jahre anwachsenden Mitarbeiterstab. Sitz der Kreisverwaltung war das Landratsamt, das nach Gründung des Kreises zunächst in der Höhscheider Villa Haus Kirschheide untergebracht wurde. Dort verblieb es bis etwa zum Jahre 1830.
Im Jahre 1854 bezog das Landratsamt das Haus Herkersdorf an der Kölner Straße 10 in Solingen. Im Jahre 1869 siedelte Landrat Melbeck mit seiner Verwaltung in ein neu errichtetes Gebäude an die Friedrichstraße westlich der Solinger Altstadt um. Unter Landrat Lucas wurde das Landratsamt im Jahre 1914 schließlich nach Opladen verlegt.